# Участники Первого съезда советских писателей с решающим голосом

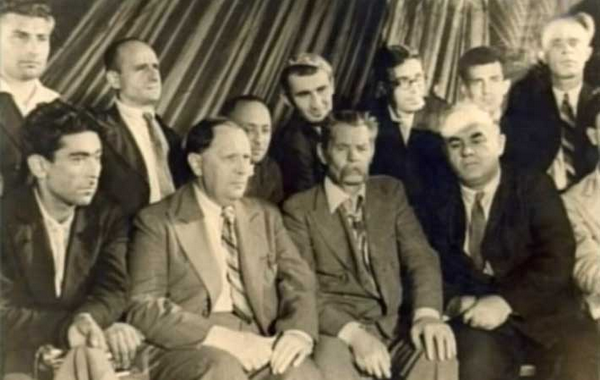
Участники съезда: Самед Вургун, Алексей Толстой, Максим Горький, Салман Мумтаз

На Первом съезде советских писателей, проходившем в Москве с 17 августа по 1 сентября 1934 года, присутствовали делегаты с решающим (376 человек) и совещательным (215 человек) правом голоса. По данным мандатной комиссии, среди участников преобладали относительно молодые (средний возраст 36 лет) представители крестьянства и пролетариата:
- Мужчины — более 96 %
- Средний возраст — 36 лет
- Выходцы из крестьян — 42 %
- Пролетариат — 27 %
- Интеллигенция — около 13 %
- Прозаики — 33 %
- Поэты — 19 %
- Критики — 12 %
- Члены ВКП(б) — около 50 %

В работе съезда участвовали делегации всех союзных республик (52 национальности), а также иностранные гости из Германии (10 человек), Чехословакии (6), Франции (5), Швеции (5), Испании, Дании, Греции, Турции, Нидерландов, Норвегии, Японии, Китая, Австрии (по одному человеку). В течение нескольких последующих лет более трети делегатов (220 человек) были репрессированы, из них погибли 182.
Список составлен на основе данных, представленных мандатной комиссией съезда после обработки анкет делегатов с решающим голосом и совещательным правом голоса.

## Список делегатов с решающим голосом

### А — В
| Фамилия, имя, отчество                         | Годы жизни | Республика, область                 | Литературная секция | Партийность                           | Дальнейшая судьба |
| Авдеенко, Александр Остапович                  | 1908—1996  | Украинская ССР                      | Прозаик, драматург  | Член ВКП(б)                           | В 1940 году исключён из Союза писателей и ВКП(б) за сценарий к фильму «Закон жизни»; позже восстановлен. Участник Великой Отечественной войны                                                                                              |
| Аджаматов, Аткай Акимович                      | 1910—1998  | Дагестанская АССР                   | Писатель, поэт      | Член ВЛКСМ                            | В 1937 году арестован; освобождён через полтора года. Консультант правления Союза писателей Дагестана. Народный поэт Дагестана |
| Айдни                                          |            | Узбекская ССР                       |                     | Беспартийный                          | |
| Айни, Садриддин                                | 1878—1954  | Таджикская ССР                      | Писатель            | Беспартийный                          | Академик и первый президент АН Таджикской ССР. Лауреат Сталинской премии (1950) |
| Айсханов, Шамсуддин Катаевич                   | 1907—1938  | Чечено-Ингушская автономная область | Писатель            | Член ВКП(б)                           | Первый председатель Союза писателей Чечни. Арестован в 1937 году. Расстрелян |
| Алазан (Габузян), Ваграм (Баграм) Мартиросович | 1903—1966  | Армянская ССР                       | Писатель            | Член ВЛКСМ                            | В 1923—1936 годах был одним из руководителей Ассоциации пролетарских писателей Армении, а затем — Союза советских писателей Армении. |
| Алекперли Мамедкязым                           | 1905—1938  | Азербайджанская ССР                 | Литературовед       |                                       | Секретарь ЦК Компартии Азербайджанской ССР по агитации и пропаганде. В 1937 году арестован. Расстрелян |
| Александрович, Андрей Иванович                 | 1906—1963  | Белорусская ССР                     | Поэт                | Член ВКП(б)                           | В 1934—1937 годах — заместитель председателя правления Союза писателей Белорусской ССР. В 1938 году осуждён на 15 лет лагерей; досрочно освобождён. В 1949 году повторно репрессирован. Реабилитирован в 1955-м                            |
| Алексеев, Михаил Александрович                 | 1895— ?    | Узбекская ССР                       | Писатель            | Член ВКП(б)                           | Настоящая фамилия — Брыздников. Член ВКП(б) с 1914 года. Выполнял различную советскую партийную работу. Автор романов «Большевики» (1925), «Девятьсот семнадцатый» (1927) и «Зеленая радуга» (1927). Сведений после 1928 года по нему нет. |
| Алёшин, Александр Павлович                     | 1895—1943  | Ивановская Промышленная область     | Писатель            | Член ВКП(б)                           | В 1936 году арестован; освобождён в канун Великой Отечественной войны |
| Алиев А. Р.                                    |            | Туркменская ССР                     |                     | Член ВЛКСМ                            | |
| Альтман, Иоганн Львович                        | 1900—1955  | Москва                              | Литературный критик | Член ВКП(б)                           | Главный редактор журнала «Театр» (1937—1941). В 1949 году исключён из ВКП(б) и Союза писателей. Арестован в 1953-м |
| Габдулла Амантай                               | 1907—1938  | Башкирская АССР                     | Поэт                | Член ВКП(б)                           | Составитель словарей и учебников башкирского языка. В 1937 году репрессирован. Расстрелян в 1938-м. Реабилитирован в 1990-х |
| Аминов, Хусаин Нурьевич                        | 1910—1988  | Свердловская область                | Поэт                | Член ВЛКСМ                            | Председатель татаро-башкирской секции Уральского Правления Союза советских писателей. По совместительству зав. отделом художественной литературы газеты «Социализм юлы».                                                                   |
| Асеев, Николай Николаевич                      | 1889—1963  | Москва                              | Поэт                | Беспартийный                          | Автор нескольких десятков стихотворных сборников. Переводчик |
| Астемиров, Багаутдин Аджиевич                  | 1898—1967  | Дагестанская АССР                   | Поэт                | Член ВКП(б)                           | В 1937 году исключён из ВКП(б) и арестован. Реабилитирован в 1950-х |
| Афиногенов, Александр Николаевич               | 1904—1941  | Москва                              | Драматург           | Член ВКП(б)                           | В 1937 году исключён из ВКП(б) и Союза писателей. В 1938-м восстановлен в партии. Погиб во время бомбёжки в здании ЦК ВКП(б) |
| Бабель, Исаак Эммануилович                     | 1894—1940  | Москва                              | Писатель            | Беспартийный                          | В 1939 году арестован «за связь с троцкистами». Расстрелян |
| Бабушкин, Виктор Фёдорович                     | 1894—1958  | Саратовский край                    | Писатель            | Член ВКП(б)                           | В 1935 году арестован, приговорён к заключению в ИТЛ на 3 года. Реабилитирован в 1956 годy. |
| Багров, Виктор Александрович                   | 1912—1937  | РСФСР                               | Поэт, переводчик    | Беспартийный                          | В 1937 году арестован. Расстрелян. Реабилитирован в 1960-х годах. |
| Бадмаев И. М.                                  |            | Калмыцкая автономная область        |                     | Член ВКП(б)                           | Заведующий культурно-пропагандистским отделом областного комитета ВКП(б) |
| Бадуев, Саид Сулейманович                      | 1904—1943  | Чечено-Ингушская автономная область | Писатель            | Беспартийный                          | Арестован в 1938 году. Расстрелян |
| Бажан, Микола Платонович                       | 1904—1983  | Украинская ССР                      | Поэт                | Беспартийный                          | Лауреат Ленинской премии (1982), двух Сталинских премий (1946, 1949) |
| Базоркин, Идрис Муртузович                     | 1910—1993  | Чечено-Ингушская автономная область | Писатель            | Член ВЛКСМ                            | В 1944 году депортирован в Киргизию. В 1957-м вернулся в Грозный |
| Аксел Бакунц                                   | 1899—1937  | Армянская ССР                       | Писатель            | Член ВКП(б)                           | Арестован в 1937 году. Расстрелян. Реабилитирован в 1955-м |
| Барта Александр (Шандор)                       | 1897—1938  | СССР                                | Венгерский поэт     | Член ВКП(б)                           | В 1938 году арестован и расстрелян. Реабилитирован посмертно |
| Баталов Михаил Павлович                        | 1901—1935  | Казахская ССР                       | Литературовед       | Член ВКП(б)                           | Литературовед. В 1931—1935 годах профессор, зав. кафедрой КазПИ. Научные труды посвящены исследованиям казахского фольклора, истории развития пролетарской литературы в Казахстане                                                         |
| Батчаев Абдул-Керим                            | 1902—1935  |                                     | Писатель            | Член ВКП(б)                           | Карачаевский драматург и поэт. Автор стихотворений «Начинаю» («Башладым»), «Сельмаш завод», пьесы «Ахмат-Батыр», известной карачаево-балкарской песни «Къызыл Аскер» («Красная Армия»)                                                     |
| Баузе, Роберт Петрович                         | 1895—1938  | Ленинград                           | Журналист           | Член ВКП(б)                           | Председатель Ленинградского областного радиокомитета. Арестован и расстрелян в 1938 году |
| Бах, Франц Иванович                            | 1885—1942  | СССР                                | Писатель            | Член ВКП(б)                           | В 1936 году арестован; скончался в заключении в 1942-м. Реабилитирован посмертно |
| Бахметьев, Владимир Матвеевич                  | 1885—1963  | Москва                              | Писатель            | Член ВКП(б)                           | Входил в состав первого правления Союза писателей СССР |
| Беджызаты, Чермен Давидович                    | 1898—1942  | Грузинская ССР                      | Писатель            | Член ВКП(б)                           | Автор повестей и пьес о судьбах горского крестьянства |
| Бегимов Асан Изимович                          | 1907—1958  | Каракалпакская АССР                 | Писатель            | Кандидат в члены ВКП(б)               | Автор стихотворных сборников и пьесы «Гарип Ашык» |
| Демьян Бедный                                  | 1883—1945  | Москва                              | Писатель            | Член ВКП(б)                           | В 1938 году исключён из ВКП(б) и Союза писателей. В годы Великой Отечественной войны печатался под псевдонимом Д. Боевой |
| Безыменский, Александр Ильич                   | 1898—1973  | Москва                              | Поэт                | Член ВКП(б)                           | В годы Великой Отечественной войны — фронтовой корреспондент. Награждён орденом Трудового Красного Знамени и орденом Красной Звезды |
| Бондин, Алексей Петрович                       | 1882—1938  | Свердловская область                | Писатель            | Беспартийный                          | Автор двух романов о молодых рабочих, уральских старателях |
| Бергельсон, Давид Рафаилович                   | 1884—1952  | Москва                              | Писатель            | Беспартийный                          | В 1949 году арестован по делу Еврейского антифашистского комитета. Расстрелян. Реабилитирован в 1955-м |
| Бергис С.                                      | 1887—1938  | Делегат латышских писателей)        | Писатель            | Член ВКП(б)                           | |
| Березовский, Феоктист Алексеевич               | 1877—1952  | Москва                              | Писатель            | Член ВКП(б)                           | Постоянный председатель Ревизионной комиссии Союза писателей СССР (с 1934) |
| Беспощадный (Иванов) Павел Григорьевич         | 1895—1968  | Украинская ССР                      | Поэт                | Беспартийный                          | Награждён орденом Ленина и дважды — орденом Трудового Красного Знамени |
| Бехер, Иоганнес Роберт                         | 1891—1958  | Делегация поволжских немцев         | Поэт                | Член компартии Германии               | Министр культуры ГДР (с 1954) |
| Билль-Белоцерковский, Владимир Наумович        | 1885—1970  | Москва                              | Драматург           | Член ВКП(б)                           | Награждён тремя орденами |
| Благов, Александр Николаевич                   | 1883—1963  | Ивановская Промышленная область     | поэт                | Беспартийный                          | |
| Болотников, Алексей Александрович              | 1894—1937  | Москва                              | Писатель            | Член ВКП(б)                           | Помощник заведующего отделом школ ЦК ВКП(б), профессор философии, ответственный редактор «Литературной газеты». Расстрелян в 1937 году; реабилитирован в 1956-м                                                                            |
| Бровка, Пётр Устинович                         | 1905—1980  | Белорусская ССР                     | Поэт                | Беспартийный                          | Председатель правления Союза писателей Белорусской ССР (1948—1967). Герой Социалистического Труда (1972). Лауреат Ленинской и двух Сталинских премий.                                                                                      |
| Бронштейн Яков Анатольевич                     | 1897—1938  | Белорусская ССР                     | Литературовед       | Член ВКП(б)                           | Арестован в 1937 году. Расстрелян. Реабилитирован в 1956-м |
| Бусыгин, Александр Иванович                    | 1900—1941  | Ростовская область                  | Писатель            | Член ВКП(б)                           | Погиб в первые месяцы Великой Отечественной войны |
| Буторин В. А.                                  |            | Сталинградский край                 |                     | Член ВКП(б)                           | |
| Васильев Николай Васильевич                    | 1889—1942  | Чувашская АССР                      | Писатель            | Член ВКП(б)                           | Руководитель оргкомитета Союза писателей Чувашской АССР. В 1937 году арестован. Скончался в 1942-м. Реабилитирован в 1956-м. |
| Вегман, Вениамин Давыдович                     | 1873—1936  | Делегация Западной Сибири           | Журналист           | Член ВКП(б)                           | Арестован в 1936 году. Погиб во время следствия |
| Вересаев, Викентий Викентьевич                 | 1867—1945  | Москва                              | Писатель            | Беспартийный                          | Лауреат Сталинской премии (1943) |
| Артём Весёлый                                  | 1899—1937  | Москва                              | Писатель            | Член ВКП(б)                           | Арестован в 1937 году. Расстрелян. Реабилитирован в 1956-м |
| Виксне, Павел Яковлевич                        | 1894—1938  | Делегация латышских писателей       |                     | Член ВКП(б)                           | Заведующий учебной частью в Историко-партийном институте Красной профессуры. Арестован в 1937 году. Расстрелян. Реабилитирован в 1956-м |
| Виртанен, Ялмари Эрикович                      | 1889—1939  | Карелия                             | Поэт                | Член ВКП(б)                           | Арестован в 1938 году. Погиб в местах отбытия наказания. Реабилитирован в 1955-м |
| Вишневский, Всеволод Витальевич                | 1900—1951  | Москва                              | Драматург           | Член ВКП(б)                           | Лауреат Сталинской премии (1950) |
| Владко, Владимир Николаевич                    | 1901—1974  | Украинская ССР                      | Писатель            | Беспартийный                          | В годы Великой Отечественной войны — спецкор Совинформбюро. Начальник Главреперткома Украинской ССР (1947), главный редактор киевской «Литературной газеты» (1951)                                                                         |
| Вольф, Фридрих                                 | 1888—1953  |                                     | Писатель            | Член Коммунистической партии Германии | Дважды лауреат Национальной премии ГДР. Посол ГДР в Польше (1949—1951) |
| Вургун, Самед                                  | 1906—1956  | Азербайджанская ССР                 | Поэт                | Член ВЛКСМ                            | Депутат Верховного Совета СССР (1946—1956). Дважды лауреат Сталинской премии (1941, 1942) |
| Вштуни, Азат                                   | 1894—1958  | Армянская ССР                       | Поэт                | Член ВКП(б)                           | Автор нескольких стихотворных сборников |

### Г — Ж
| Фамилия, имя, отчество                      | Годы жизни | Республика, область                  | Литературная секция | Партийность                | Дальнейшая судьба |
| Гаврилов, Пётр Павлович                     | 1902—1949  | Крымская АССР                        | Писатель            | Беспартийный               | |
| Гази, Ибрагим (Мингазеев Ибрагим Зарифович) | 1907—1971  | Татарская АССР                       | Писатель            | Член ВКП(б)                | Председатель правления Союза писателей Татарии (1967—1971). Секретарь правления Союза писателей РСФСР (1970—1971) |
| Анатолий Гай (А. А. Плешков)                | 1907—1975  | Дальневосточный край                 | Писатель            | Беспартийный               | Сотрудник «Литературной газеты» (с 1947), консультант секретариата Союза писателей СССР |
| Гайрати (Абдурахим Абдуллаев)               | 1905—1976  | Узбекская ССР                        | Писатель            | Член ВКП(б)                | Народный поэт Узбекистана. Автор поэм и пьес |
| Головач, Платон Романович                   | 1903—1937  | Белорусская ССР                      | Писатель            | Член ВКП(б)                | Арестован в 1937 году. Расстрелян. Реабилитирован в 1956-м |
| Галеев Гумер Билялович                      | 1900—1954  | Татарская республика                 | Литературный критик | Член ВКП(б)                | Старший редактор Татарского книжного издательства, автор статей о творчестве татарских писателей |
| Абдулло, Гани (Абдуллаев)                   | 1912—1984  | Таджикская ССР                       |                     | Член ВЛКСМ                 | |
| Гасан Абдул                                 |            | Азербайджанская ССР                  |                     | Беспартийный               | |
| Гидаш Антал                                 | 1899—1980  |                                      | Поэт                | Член ВКП(б)                | Инициатор выхода в СССР сборников венгерской классической поэзии. Награждён орденом Дружбы народов (1979) |
| Гильманов Лябиб Гильманович                 | 1906—1938  | Татарская республика                 | Писатель            | Член ВКП(б)                | Председатель Союза писателей Татарской республики. Арестован в 1937 году. Расстрелян. Реабилитирован в 1950-х годах |
| Гладков, Фёдор Васильевич                   | 1883—1958  | Москва                               | Писатель            | Член ВКП(б)                | Член правления Союза писателей СССР. Ректор Литературного института (1945 - 1948). Дважды лауреат Сталинской премии (1951, 1952) |
| Голованивский, Савва Евсеевич               | 1910—1989  | Украинская ССР                       | Писатель            | Член ВЛКСМ                 | В годы войны писал фронтовые очерки. Автор книг о войне и воспоминаний о Бабеле. Переводчик |
| Головко, Андрей Васильевич                  | 1897—1972  | Украинская ССР                       | Писатель            | Беспартийный               | Лауреат Национальной премии Украинской ССР имени Т. Г. Шевченко (1969) |
| Голодный, Михаил Семёнович                  | 1903—1949  | Белорусская ССР                      | Поэт                | Член ВКП(б)                | Автор книг о Гражданской войне. В годы Великой Отечественной войны — фронтовой корреспондент |
| Гольдберг, Исаак Григорьевич                | 1884—1939  | Восточная Сибирь                     | Писатель            | Беспартийный               | Участвовал в создании Иркутского областного отделения Союза писателей СССР. Арестован в 1937 году. Расстрелян в 1939-м. Реабилитирован в 1957-м |
| Горбатов, Борис Леонтьевич                  | 1908—1954  | Свердловская область                 | Писатель            | Член ВКП(б)                | В годы войны — фронтовой корреспондент. Секретарь Союза писателей СССР. Депутат Верховного Совета РСФСР. Дважды лауреат Сталинской премии (1946, 1952) |
| Горбунов Кузьма Яковлевич                   | 1903—1986  | Москва, РСФСР                        | Писатель            | Беспартийный               | Автор рассказов о подвиге бойцов и рабочих тыла. Переводчик |
| Горев И. А.                                 |            | Свердловская область                 |                     | Кандидат в члены ВКП(б)    | |
| Горелов, Анатолий Ефимович                  | 1904—1991  | Ленинград                            | Литературовед       | Член ВКП(б)                | Арестован в 1937 году, сослан на Соловки. В 1954 году вернулся в Ленинград. Автор книги «Очерки о русских писателях» (1961) |
| Городской, Яков Зиновьевич                  | 1898—1966  | Украинская ССР                       | Поэт                | Член ВКП(б)                | |
| Горький, Алексей Максимович                 | 1868—1936  | Москва                               | Писатель            | Беспартийный               | После проведения съезда писателей работал над четвёртой частью романа «Жизнь Клима Самгина». Участвовал в редактировании книги «Канал имени Сталина». Написал пьесу «Васса Железнова»                                                                                              |
| Гофштейн, Давид Наумович                    | 1889—1952  | Украинская ССР                       | Писатель            | Беспартийный               | Преподаватель театрального института. Член Еврейского антифашистского комитета. Арестован в 1948 году. В 1952-м расстрелян |
| Губарев, Виктор Фёдорович                   | 1914—1938  | Челябинская область                  | Писатель            | Член ВЛКСМ                 | Автор стихотворного сборника (1935). Арестован в 1937-м. Погиб в заключении |
| Гафур Гулям                                 | 1903—1966  | Узбекская ССР                        | Поэт                | Член ВКП(б)                | Автор стихотворных и прозаических сборников, монографий об узбекской литературе. Переводчик. Лауреат Сталинской (1946) и Ленинской (1970) премий |
| Гумеров, Гариф Муртазич                     | 1891—1974  | Башкирская АССР                      | Писатель            | Член ВКП(б)                | Редактор отдела детской литературы Башкирского книжного издательства (1934). Заведующий литературной частью Башкирской филармонии (1940-е). Автор поэм и повестей |
| Гуртуев, Берт Измайлович                    | 1910—2001  | Кабардино-Балкарская АССР            | Поэт                | Член ВЛКСМ                 | Автор сборников «Ясное утро», «Нальчик», «XXI съезду партии». Народный поэт Кабардино-Балкарии |
| Гусейн, Мехти                               | 1909—1965  | Азербайджанская ССР                  | Писатель            | Член ВЛКСМ                 | Автор романов и пьес о бакинских нефтяниках, людях труда. Председатель Союза писателей Азербайджанской ССР. Секретарь Союза писателей СССР |
| Дабагян, Норайр Арутюнович                  | 1904—1955  | Армянская ССР                        | Литературовед       | Член ВКП(б)                | |
| Дадиани, Шалва Николаевич                   | 1874—1959  | Грузинская ССР                       | Драматург           | Беспартийный               | Председатель президиума Театрального общества Грузинской ССР (с 1950). Награждён орденом Ленина. Автор романа «Семья Гвиргвилиани» |
| Дальний С. А.                               |            | Саратовский край                     |                     | Беспартийный               | |
| Дамбинов, Пётр Никифорович                  | 1892—1938  | Бурят-Монгольская автономная область | Поэт                | Беспартийный               | Арестован в 1937 году. Погиб в лагере. Реабилитирован посмертно |
| Данилов-Чалдун, Максим Николаевич           | 1894—1944  | Чувашская АССР                       | Писатель            | Член ВКП(б)                | Автор рассказов «Перед 34 атакой» (1943), «Красноармеец Самсонов» (1943), «Лизавета Егоровна» (1944). Скончался в госпитале |
| Демирчян, Дереник Карапетович               | 1877—1956  | Армянская ССР                        | Писатель            | Беспартийный               | Автор пьес и романа «Вардананк». Заслуженный деятель искусств Армянской ССР (1940) |
| Дерменджи, Абдулла                          | 1905—1976  | Крым                                 | Писатель            | Член ВКП(б)                | Депортирован в Узбекскую ССР. После возвращения в Крым — заместитель редактора газеты «Ленин байрагъы» (с 1957) |
| Джаббарлы, Джафар Кафар оглы                | 1899—1934  | Азербайджанская ССР                  | Драматург           | Беспартийный               | Скончался через несколько месяцев после закрытия съезда от сердечной недостаточности. В 1936 году по мотивам пьесы «Алмаз» был снят фильм |
| Джавахишвили (Адамашвили) Михаил Саввич     | 1880—1937  | Грузинская ССР                       | Писатель            | Беспартийный               | Член Закавказского центрального исполкома. Переводчик. Арестован в 1937 году. Расстрелян |
| Джалил (Джалилов) Рахим                     | 1909—1989  | Таджикская ССР                       | Писатель            | Кандидат в члены ВКП(б)    | |
| Джанан (Джананян) Мкртич Мигранович         | 1892—1938  | Армянская ССР                        | Драматург           | Беспартийный               | Автор статей о театре. Режиссёр |
| Джансугуров, Ильяс                          | 1894—1938  | Казахская ССР                        | Поэт                | Член ВКП(б)                | Составитель первого казахского календаря. Переводчик. Арестован в 1937 году. Расстрелян 26 февраля 1938 года в Алма–Ате. Реабилитирован посмертно |
| Джерманетто, Джованни                       | 1885—1959  | Москва                               | Писатель            | Член Итальянской компартии | Жил в Советском Союзе до 1946 года. Автор книг «Феникоттеро», «Травальо» и публицистических работ |
| Джиди Аджие                                 | 1908—1990  | Армянская ССР                        | Писатель            | Член ВЛКСМ                 | Курдский писатель. Разработал курдский алфавит на основе кириллицы. Писал на курдском и армянском языках. С 1930 года работал в газете «Риа таза». В 1959—1967 годах работал в Академии наук Армянской ССР, затем преподавал курдский язык и литературу в Ереванском университете. |
| Димитрадзе Д. Г.                            |            | Грузинская ССР                       |                     | Член ВКП(б)                | |
| Динмагомаев Раджаб                          | 1904—1944  | Дагестанская АССР                    | Писатель            | Член ВКП(б)                | Автор рассказов «Галинал „гьалбал“», «Коричневая змея», «Клятва». В 1944 году погиб на фронте. |
| Долгоненков Константин Акимович             | 1895—1980  | Западная область                     | Поэт                | Беспартийный               | В годы войны — редактор оккупационной газеты «Новый путь». Эмигрировал, работал в парижской газете «Русская мысль». Умер в Мюнхене |
| Дорогойченко, Алексей Яковлевич             | 1894—1947  | Саратовский край                     | Писатель            | Член ВКП(б)                | Председатель мордовского отделения Союза писателей (1937—1938). Участник Великой Отечественной войны. Переводчик |
| Доронин Михаил Павлович                     | 1902—1939  | Коми область                         | Поэт                | Член ВКП(б)                | Редактор журнала «Ударник». Председатель писательской организации Коми области. Арестован в 1937 году. Погиб в магаданской ссылке |
| Дудучава Александр Иосифович                | 1899—1937  | Грузинская ССР                       | Литературовед       | Член ВКП(б)                | Редактор журнала «Сабчота хеловнеба» («Советское искусство»). Автор статей о театре. Арестован, расстрелян в 1937 году |
| Дунец Хацкель Моисеевич                     | 1899—1937  | Белорусская ССР                      | Литературовед       | Член ВКП(б)                | В 1937 году обвинён в национал-демократической контрреволюционной деятельности. Расстрелян вместе с 22 литераторами Белоруссии |
| Ембаев М.                                   |            | Киргизская ССР                       |                     | Беспартийный               | |
| Ермилов, Владимир Владимирович              | 1904—1965  | Москва                               | Литературовед       | Член ВКП(б)                | Редактор «Молодой гвардии» и «Литературной газеты». Автор книг «Советская литература — борец за мир» (1950), «О традициях советской литературы» (1955). Лауреат Сталинской премии (1950)                                                                                           |
| Есаян Забел                                 | 1878—1937  | Армянская ССР                        | Писательница        | Беспартийная               | Жила в Париже. В 1935 году вернулась в Ереван. Арестована в 1937-м. Выслана в Сибирь, точная дата смерти неизвестна (возможно - 1943-й) |
| Жаров, Александр Алексеевич                 | 1904—1984  | Москва, РСФСР                        | Поэт                | Член ВКП(б)                | Автор поэтических сборников и песен. Переводчик. В годы войны находился на флоте, писал очерки для журнала «Краснофлотец» |
| Жгенти, Виссарион Давидович                 | 1903—1976  | Грузинская ССР                       | Литературовед       | Беспартийный               | Секретарь Союза писателей Грузинской ССР. Член правления Союза писателей СССР. Автор статей о театре |
| Жига, Иван Фёдорович                        | 1895—1949  | Москва                               | Писатель            | Член ВКП(б)                | Очеркист. Автор книги «Думы рабочих, заботы, дела» |
| Жилкин, Владимир Иванович                   | 1896—1972  | Северный край                        | Писатель            | Беспартийный               | Участник Первой мировой и Гражданской войн. Автор сборников стихов. Сотрудник газеты «Волна» |

### З — К
| Фамилия, имя, отчество                            | Годы жизни     | Республика, область                  | Литературная секция | Партийность             | Дальнейшая судьба |
| Забила, Наталья Львовна                           | 1903—1985      | Украинская ССР                       | Поэтесса            | Беспартийная            | Автор книг для детей. Перевела на украинский язык «Слово о полку Игореве» |
| Завадовский, Леонид Николаевич                    | 1888—1938      | Воронежская область                  | Писатель            | Беспартийный            | Член редколлегии журнала «Подъём». Арестован по обвинению в контрреволюционной агитации. Расстрелян. Реабилитирован в 1958-м |
| Завацкии, Гергард Генрихович                      | 1901—1944      | Делегация немцев Поволжья            | Писатель            | Кандидат в члены ВКП(б) | Автор романа «Мы сами» (1934 - 1938). Арестован в 1938 году. Скончался в 1944-м в ссылке на Западном Урале |
| Завьялов, Михаил Сергеевич                        | 1897-1938      | Западная Сибирь                      | Писатель            | Член ВКП(б)             | Смоленский журналист, прозаик. Автор книги рассказов «Ударники», романа «Фрол Курганов». В 1934—1937 годах возглавлял Союз писателей Западной области Репрессирован, умер на этапе от тифа |
| Зазубрин, Владимир Яковлевич                      | 1895—1937      | Москва                               | Писатель            | Беспартийный            | Сотрудник Гослитиздата. Редактор литературно-художественного отдела журнала «Колхозник». Арестован и расстрелян в 1937 году. Реабилитирован в 1957-м |
| Закс, Андреас Адамович                            | 1903—1983      | Делегация немцев Поволжья            | Писатель            | Член ВКП(б)             | Председатель писательской организации АССР Немцев Поволжья. В начале войны депортирован в Сибирь. Автор пьес и романов |
| Замойский, Пётр Иванович                          | 1896—1958      | Москва                               | Писатель            | Член ВКП(б)             | Автор повестей о крестьянской жизни. В 1938 году несколько месяцев находился в Лубянской тюрьме. Награждён орденом Трудового Красного Знамени (1946) |
| Зарьян, Наири                                     | 1900/01—1969   | Армянская ССР                        | Поэт                | Член ВКП(б)             | Автор нескольких романов («Ацаван», «Господин Петрос и его министры» (1958), пьес, поэмы в прозе «Давид Сасунский» |
| Земной, Вадим Павлович                            | 1902—1980      | Саратовский край                     | Поэт                | Член ВКП(б)             | Один из организаторов и первый руководитель Саратовского отделения Союза писателей СССР, фронтовой корреспондент в годы Великой Отечественной войны, в начале 1950-х годов возглавлял Крымскую писательскую организацию.                                                                                                  |
| Арис (Золотов) Аркадий Иванович                   | 1901—1942      | Чувашская АССР                       | Писатель            | Член ВКП(б)             | Автор статей о чувашской литературе. Переводчик. Арестован в 1937 году. Умер в заключении. Реабилитирован в 1955-м |
| Зорин, Александр Петрович                         |                | Башкирская АССР                      | Писатель            | Член ВКП(б)             | Печатался под псевдонимом — Пётр Уржумский. Автор повестей: «Красный город» (Ленинград, 1924), «Исканьга» (Архангельск. 1930); «Мудьюг: 1918-19 гг. на „Острове смерти“» (Архангельск, 1930, 1932, 1934), «На большую дорогу» (Уфа, 1936)                                                                                 |
| Зощенко, Михаил Михайлович                        | 1894—1958      | Ленинград                            | Писатель            | Беспартийный            | После выхода Постановления Оргбюро ЦК ВКП(б) о журналах «Звезда» и «Ленинград» (1946) и доклада Жданова исключён из Союза писателей СССР. В течение нескольких лет подвергался критике на собраниях и в прессе |
| Иванов, Всеволод Вячеславович                     | 1895—1963      | Москва                               | Писатель            | Беспартийный            | Один из авторов книги «Беломорско-балтийский канал имени Сталина. История строительства». В годы войны — фронтовой корреспондент «Известий» |
| Иванов-Паймен, Влас Захарович                     | 1907—1973      | Средняя Волга                        | Писатель            | Член ВКП(б)             | Автор романов о судьбе чувашского народа. Переводчик |
| Игнатьев, Никон Васильевич                        | 1895—1941      | Марийская автономная область         | Писатель            | Беспартийный            | Редактор журнала «У сем». Арестован в 1937 году. Скончался в биробиджанском лагере |
| Иллеш, Бела                                       | 1895—1974      | Москва                               | Венгерский писатель | Член ВКП(б)             | Автор романов «Карпатская рапсодия» («Kárpáti rapszódia»), «Обретение родины» («Honfoglalás»). Дважды лауреат премии имени Кошута. |
| Ильенков, Василий Павлович                        | 1897—1967      | Москва                               | Писатель            | Член ВКП(б)             | В годы войны - фронтовой корреспондент газеты «Красная звезда». Лауреат Сталинской премии (1950) |
| Ильин (Маршак) Игорь Яковлевич                    | 1896—1953      | Москва                               | Писатель            | Беспартийный            | Автор повестей «Путешествие в атом» (1948), «Покорение природы» (1950). Награждён орденом Трудового Красного Знамени |
| Ильф Илья                                         | 1897—1937      | Москва                               | Писатель            | Беспартийный            | Занимался журналистикой. Написал (в соавторстве с Евгением Петровым) книгу «Одноэтажная Америка» (1935). Скончался от туберкулёза |
| Инбер, Вера Михайловна                            | 1890—1972      | Москва                               | Поэтесса            | Беспартийная            | В годы войны жила в блокадном Ленинграде. Автор стихотворных сборников «Пулковский меридиан» (1942), «Душа Ленинграда» (1942). Лауреат Сталинской премии (1946) |
| Ипчи Умер Бекирович                               | 1897—1955      | Крым                                 | Поэт                | Беспартийный            | Арестован в 1937 году. После 12 лет заключения направлен в психиатрическую больницу. Скончался в Томске |
| Исмаилов Умарджан Исмаилович                      | 1906-?         | Узбекская ССР                        |                     | Член ВКП(б)             | Драматург. Автор комедии «Ходи-Шоди», пьесы для детей «Три сына», пьесы «Зафар», драмы о Большом Ферганском канале — «БФК», драмы «Мудрая девушка», романа «В доме богатых». В 1930—1932 годах — первый секретарь УзАПП (Узбекской ассоциации пролетарских писателей), редактор журнала «Курилиш»                         |
| Итин, Вивиан Азарьевич                            | 1894—1938      | Западная Сибирь                      | Писатель            | Член ВКП(б)             | Ответственный редактор журнала «Сибирские огни». Арестован и расстрелян в 1938 году. Реабилитирован в 1956-м |
| Ишемгулов Булат Закирович                         | 1900—1938      | Башкирская АССР                      | Поэт                | Член ВКП(б)             | Заместитель председателя правления Союза писателей Башкирии. Арестован и расстрелян в 1938 году. Реабилитирован в 1956-м |
| Ишанов, Кемал                                     | 1911—1948      | Туркменская ССР                      | Писатель            | Член ВЛКСМ              | Автор пьесы пьеса «Красноармеец» (1940), детской повести «Молодой патриот» (1947) |
| Каверин, Вениамин Александрович                   | 1902—1989      | Ленинград                            | Писатель            | Беспартийный            | Автор романов «Два капитана» (1938—1944), «Открытая книга» (1949—1956). В годы войны работал на Северном флоте. Награждён орденом Ленина (1984) |
| Кадыр Иргат                                       | 1905-1945      | Крым                                 | Писатель            | Член ВКП(б)             | |
| Каляев, Санджи Каляевич                           | 1905—1985      | Калмыцкая АО                         | Писатель            | Член ВКП(б)             | И. о. директора Калмыцкого театра драмы (1936—1937). Арестован в 1937 году. Отбыл в лагерях 6 лет. Награждён орденом Октябрьской Революции (1984) |
| Калашников Пётр Иванович                          | 1877—1942      | Северный край                        | Поэт                | Беспартийный            | Автор сборника стихов «Искры затона» (1935). В годы войны трудился на Беломорской сплавконторе треста «Двиносплав». Умер на рабочем месте |
| Калимуллин Тухватулла Калимуллович (Тухват Янаби) | 1894—1938      | Башкирская АССР                      | Поэт                | Член ВКП(б)             | Автор сборника «Страна победителей» («Еңеуселәр иле»). Арестован в 1937 году. Расстрелян |
| Камегулов, Анатолий Дмитриевич                    | 1900—1937      | Ленинград                            | Литературовед       | Беспартийный            | Научный сотрудник ИРЛИ АН СССР. Арестован в 1934 году, выслан в Казахстан. Расстрелян в 1937-м |
| Камский Михаил Васильевич                         |                | Азербайджанская ССР                  | Писатель            | Член ВКП(б)             | |
| Канониди, Фёдор Григорьевич                       | 1897—1954      | Грузинская ССР                       | Поэт                | Беспартийный            | Грек. Драматург, с 1927 года — режиссёр греческого драматического сектора при Гостеатре Абхазии. Автор драмы «Трихский мост», пьесы «За колхоз», музыкальной комедии «Беженцы в Греции». |
| Караваева, Анна Александровна                     | 1893—1979      | Москва                               | Писательница        | Член ВКП(б)             | Член правления (с 1934) и президиума Союза писателей (с 1938). В годы войны - корреспондент «Правды» на Урале. Лауреат Сталинской премии (1951) |
| Карим-заде Хаким                                  | 1905—1942      | Таджикская ССР                       | Писатель            | Беспартийный            | Один из первых таджикских советских прозаиков. Автор более 50 рассказов, двух повестей, пьес «1916 год» и «Бойцы». Много сделал как переводчик. Погиб на фронте под Старой Руссой |
| Карпов, Прокопий Карпович                         | 1901-1938      | Марийская область                    |                     | Член ВКП(б)             | Марийский журналист, литературный критик, писатель. Секретарь Марийского отделения Союза писателей СССР, с 1933 года — редактор журнала «У вий». Арестован в 1937-м, расстрелян. |
| Касаткин, Иван Михайлович                         | 1880—1938      | Москва                               | Писатель            | Член ВКП(б)             | Автор рассказов «Задушевный разговор» (1937), «Детвора» (1937). Арестован в 1937 году. Расстрелян |
| Кассиль, Лев Абрамович                            | 1905—1970      | Москва                               | Писатель            | Беспартийный            | Автор книг «Вратарь республики», «Великое противостояние», «Улица младшего сына». Лауреат Сталинской премии (1951) |
| Катаев, Валентин Петрович                         | 1897—1986      | Москва                               | Писатель            | Беспартийный            | Главный редактор журнала Юность (1955—1961). Автор повестей «Хуторок в степи», «Алмазный мой венец». Герой Социалистического Труда (1974) |
| Катаев, Иван Иванович                             | 1902—1939      | Москва                               | Писатель            | Член ВКП(б)             | Член правления Союза писателей СССР. Один из создателей «Литературной газеты». Арестован в 1937 году. Расстрелян |
| Квитко, Лев Моисеевич                             | 1890—1952      | Украинская ССР                       | Поэт                | Беспартийный            | В годы войны — член Еврейского антифашистского комитета. Расстрелян в 1952-м |
| Кекилов, Аман                                     | 1912—1974      | Туркменская ССР                      | Поэт                | Член ВЛКСМ              | Автор текста первого гимна республики (1946), учебников по теории литературы. Награждён двумя орденами «Знак Почёта» |
| Кикутс Пётр Рудольфович                           | 1907—1938      | Ленинград                            | Поэт                | Беспартийный            | Арестован в 1937 году. Расстрелян в 1938-м |
| Кириленко (Кирыленко) Иван Ульянович              | 1902—1938      | Украинская ССР                       | Писатель            | Член ВКП(б)             | Автор романа «Весна» (1936). Расстрелян в 1938 году, реабилитирован в 1958-м |
| Кирпотин, Валерий Яковлевич                       | 1898—1997      | Москва                               | Литературовед       | Член ВКП(б)             | Автор книг о русских и советских писателях. Заведующий кафедрой Литературного института |
| Киршон, Владимир Михайлович                       | 1902—1938      | Москва                               | Драматург           | Беспартийный            | Автор пьес «Чудесный сплав» (1934), «Большой день» (1936). Расстрелян в 1938 году, реабилитирован в 1955-м |
| Климкович, Михась Николаевич                      | 1899—1954      | Белорусская ССР                      | Поэт                | Член ВКП(б)             | Первый председатель правления Союза писателей Белоруссии (1934—1939). Автор поэтических сборников |
| Коваленко Борис Львович                           | 1903—1938      | Украинская ССР                       | Литературовед       | Член ВКП(б)             | В середине 1930-х годов жил в Москве. Расстрелян в 1938 году, реабилитирован посмертно |
| Кожаев Сосруко Мухамедович                        | 1901—1938      | Кабардино-Балкарская АССР            | Писатель            | Беспартийный            | Кабардинский писатель, в 1934 году — секретарь Союза писателей КБАО, с 1936 года — редактор художественной литературы Кабардино-Балкарского издательства. В 1937-м осуждён на 10 лет, отбывал наказание на Соловках, за «контрреволюционную террористическую агитацию среди заключенных» расстрелян 14 февраля 1938 года. |
| Козаков, Михаил Эммануилович                      | 1897—1954      | Ленинград                            | Писатель            | Беспартийный            | Автор романов «Жители этого города» (1955) и «Крушение империи» (1956), многочисленных пьес |
| Колас Якуб                                        | 1882—1956      | Белорусская ССР                      | Писатель, поэт      | Беспартийный            | Автор поэм и стихотворений о войне. Дважды лауреат Сталинской премии (1946, 1949) |
| Кольцов, Михаил Ефимович                          | 1898—1940(42?) | Москва                               | Журналист           | Член ВКП(б)             | Руководитель иностранного отдела Союза писателей СССР. Автор многочисленных публикаций. Арестован в 1938 году. Расстрелян; реабилитирован в 1956-м |
| Коник, Дмитрий Юдович                             | 1898—1937      | Белорусская ССР                      |                     | Член ВКП(б)             | |
| Коновалов, Михаил Алексеевич                      | 1905—1939      | Удмуртская АССР                      | Писатель            | Член ВКП(б)             | Автор романа «Вурысо бам». Расстрелян в 1939 году; реабилитирован в 1950-х |
| Коптелов, Афанасий Лазаревич                      | 1903—1990      | Западная Сибирь                      | Писатель            | Беспартийный            | Автор романов о жизни на Алтае. Лауреат Государственной премии СССР (1979) |
| Копыленко, Александр Иванович                     | 1900—1958      | Украинская ССР                       | Писатель            | Беспартийный            | Автор романов «Очень хорошо» (1936), «Десятиклассники» (1938) |
| Кореванова, Агриппина Гавриловна                  | 1869—1937      | Свердловская область                 | Писательница        | Член ВКП(б)             | До революции — безграмотная крестьянка, в 63 года написала свою первую книгу — воспоминания «Моя жизнь» (1936) |
| Корепанов Дмитрий Иванович                        | 1892—1949      | Удмуртская АССР                      | Писатель            | Член ВКП(б)             | Перевёл на удмуртский язык повесть финского писателя П. Пайвяринты «Матвей с Голодной горки» |
| Корнейчук, Александр Евдокимович                  | 1905—1972      | Украинская ССР                       | Драматург           | Член ВЛКСМ              | В годы войны - политработник, фронтовой корреспондент. Лауреат пяти Сталинских премий (1941, 1942, 1943, 1949, 1953) |
| Корнилов, Борис Петрович                          | 1907—1938      | Ленинград                            | Поэт                | Беспартийный            | Автор поэм и песни из фильма «Встречный». В 1936 году исключён из Союза писателей. Расстрелян; реабилитирован в 1957-м |
| Короев К. К                                       |                | Грузинская ССР                       | Писатель            | Член ВКП(б)             | |
| Косирати Сармат Урусбиевич                        | 1900—1937      | Северо-Осетинская автономная область | Писатель            | Член ВКП(б)             | Председатель правления Союза писателей Северо-Осетинской АО. Редактор журнала «Мах дуг». Расстрелян в 1937 году, реабилитирован посмертно |
| Коцюба, Гордий Максимович                         | 1892—1938      | Украинская ССР                       | Писатель            | Беспартийный            | Сотрудник периодических изданий. Арестован и расстрелян в 1938 году |
| Кочерга, Иван Антонович                           | 1881—1952      | Украинская ССР                       | Драматург           | Беспартийный            | Автор пьес «Пойдёшь — не вернёшься» (1936), «Имя» (1937), «Экзамен по анатомии» (1940). Заслуженный деятель искусств УССР (1950) |
| Кочин, Николай Иванович                           | 1902—1983      | Горьковский край                     | Писатель            | Беспартийный            | Ответственный секретарь Горьковского отделения Союза писателей. В 1943 году осуждён на 10 лет лагерей. Лауреат Государственной премии РСФСР (1978) |
| Крапива Кондрат                                   | 1896—1991      | Белорусская ССР                      | Писатель            | Беспартийный            | Автор пьес и сборников прозы. Лауреат двух Сталинских премий (1941, 1951), Государственной премии СССР (1971) |
| Кретова, Ольга Капитоновна                        | 1903—1994      | Центрально-Чернозёмная область       | Писательница        | ВКП(б)                  | Сельская учительница, а с 1929 года — журналистка областной крестьянской газеты, автор документальных очерков о деревне |
| Кропачев А. М.                                    |                | Белорусская ССР                      |                     | Член ВКП(б)             | |
| Кудрявцев, Николай Александрович                  | 1901—1944      | Западная Сибирь                      | Писатель            | Член ВКП(б)             | С 1924 по 1941 год работал в журнале «Сибирские огни», в т. ч. заместителем главного редактора. Автор книг «Как село Маромыш с царем воевало» (1938), «Друзья» (1949). Погиб на фронте |
| Кузьмич, Владимир Саввич                          | 1904—1943      | Украинская ССР                       | Писатель            | Член ВКП(б)             | Автор книг «Океан» (1939), «Сто хлебов» (1940). Репрессирован в годы войны. Реабилитирован посмертно |
| Кулик, Иван Юлианович                             | 1897—1937(41?) | Украинская ССР                       | Писатель            | Член ВКП(б)             | Автор сборника «Возмужала молодость» (1935). Арестован в 1937 году. Расстрелян. Реабилитирован в 1956-м |
| Куликов Иван Игнатьевич                           | 1900—1935      | Средняя Волга                        | Литературовед       | Член ВКП(б)             | Писатель, журналист Средневолжского края. С 1931 года — редактор газеты «Красная Мордовия», в 1932 году один из организаторов и первый директор Института мордовской национальной культуры. |
| Кулыгин Пётр Гаврилович                           | 1906—1938      | Дальневосточный край                 | Писатель            | Беспартийный            | Автор книги о челюскинцах. Расстрелян в 1938 году. Реабилитирован посмертно |
| Купала Янка                                       | 1882—1942      | Белорусская ССР                      | Поэт                | Беспартийный            | Автор стихотворного сборника «От сердца». Переводчик. Лауреат Сталинской премии (1941) |
| Курбаналиев, Ибрагимхалил Курбаналиевич           | 1891—1987      | Дагестанская АССР                    | Поэт                | Член ВКП(б)             | Инициатор введения в лакскую литературу жанра очерка. Автор поэмы «Сон и явь». Участник Великой Отечественной войны |
| Куторкин, Андрей Дмитриевич                       | 1906—1991      | Мордовская область                   | Писатель            | Член ВКП(б)             | Автор стихотворных романов «Ламзурь» (1941) и «Яблоня на большаке» («Покш ки лангсо умарина», 1958) |
| Кучияк, Павел Васильевич                          | 1897—1943      | Западная Сибирь                      | Поэт                | Член ВКП(б)             | Автор пьесы «Чейнеш» (1938). Собиратель алтайского фольклора. Переводчик |
| Куштум, Николай Алексеевич                        | 1906—1970      | Свердловская область                 | Поэт                | Кандидат в члены ВКП(б) | Автор сборников стихов «Бой» (1933), «Моя колхозная семья» (1947), повести «Шумга» (1960) и литературно-критических статей. С 1951 года и до пенсии — редактор художественной литературы в Средне-Уральском книжном издательстве.                                                                                         |

### Л — М
| Фамилия, имя, отчество                  | Годы жизни   | Республика, область           | Литературная секция  | Партийность             | Дальнейшая судьба |
| Лавренёв, Борис Андреевич               | 1891—1959    | Ленинград                     | Драматург            | Беспартийный            | Председатель секции драматургов в Союзе писателей СССР. Дважды лауреат Сталинской премии (1946, 1950) |
| Лайценс Линардс                         | 1883—1938    | Делегация латышских писателей | Писатель             | Член компартии Латвии   | С 1932 года жил в СССР. Расстрелян в 1938 году. Реабилитирован посмертно |
| Лахути, Абулькасим Ахмедзаде            | 1887—1957    | Москва                        | Поэт                 | Член ВКП(б)             | Автор поэм о труде и войне. Переводчик. Народный поэт Таджикистана. Награждён орденом Ленина |
| Ле, Иван Леонтьевич                     | 1895—1978    | Украинская ССР                | Писатель             | Член ВКП(б)             | В годы войны — спецкор газеты «Известия». Автор книг «На грани пропасти» (1957), «Кленовый лист» (1960). Член президиума Союза писателей Украины |
| Лебеденко, Александр Гервасьевич        | 1892—1975    | Ленинград                     | Писатель             | Член ВКП(б)             | Автор романа «Тяжёлый дивизион» (1933), повестей «Первая министерская» (1934) и «Восстание на „Святой Анне“» (1930) |
| Левин, Борис Михайлович                 | 1899—1940    | Москва                        | Писатель             | Член ВКП(б)             | Спецкор газеты «Красная звезда». Погиб на советско-финской войне |
| Левман, Семён Семёнович                 | 1896—1943    | Белорусская ССР               | Шахматный композитор | Беспартийный            | Редактор шахматных отделов газет «Правда» и «Труд». В годы войны — фронтовой корреспондент. Погиб под Сталинградом |
| Лабори Гилелевич Калмансон              | 1901—1937    | Дагестанская АССР             | Писатель             | Член ВКП(б)             | Автор литературно-критических статей. Арестован и расстрелян в 1937 году |
| Леонов, Леонид Максимович               | 1899—1994    | Москва                        | Писатель             | Беспартийный            | Автор романа «Русский лес». Лауреат Сталинской (1943), Ленинской (1957) и Государственной (1977) премий |
| Лехтцир, Самуил Ривинович               | 1901—1937    | Украинская ССР                | Писатель             |                         | Арестован органами НКВД УкрССР по так называемой «румынской операции», расстрелян 15 октября 1937 года в Тирасполе. |
| Либединский, Юрий Николаевич            | 1898—1959    | Ленинград                     | Писатель             | Член ВКП(б)             | Автор книг «Горы и люди» (1947), «Зарево» (1952), «Утро Советов» (1957). Награждён орденом Трудового Красного Знамени (1958) |
| Лидин, Владимир Германович              | 1894—1979    | Москва                        | Писатель             | Беспартийный            | Автор романов «Изгнание» (1947), «Две жизни» (1950). Преподаватель Литературного института |
| Лихачёв, Михаил Павлович                | 1901—1937    | Свердловская область          | Писатель             | Беспартийный            | Коми-пермяцкий писатель. Автор романа «Мой сын». Переводчик. В 1937 году расстрелян. Реабилитирован в 1956-м |
| Лордкипанидзе, Константин Александрович | 1904/05—1986 | Грузинская ССР                | Писатель             | Беспартийный            | Автор романов «Заря Колхиды», «Волшебный камень». Герой Социалистического Труда (1985) |
| Луговской, Владимир Александрович       | 1901—1957    | Москва                        | Поэт                 | Беспартийный            | Автор поэтических сборников «Солнцеворот», «Синяя птица». Переводчик |
| Лыньков, Михаил Тихонович               | 1899—1975    | Белорусская ССР               | Писатель             | Член ВКП(б)             | В годы войны — фронтовой корреспондент. Директор Института литературы, языка и искусства Академии наук Белорусской ССР. Награждён тремя орденами Ленина |
| Любченко, Аркадий Афанасьевич           | 1899—1945    | Украинская ССР                | Писатель             | Беспартийный            | В годы войны — сотрудник оккупационной газеты «Новая Украина». Эмигрировал в Германию. Умер после операции |
| Ляшко, Николай Николаевич               | 1884—1953    | Москва                        | Писатель             | Кандидат в члены ВКП(б) | Автор повести «Доменная печь». Награждён орденом Трудового Красного Знамени |
| Маджиди Р.                              |              | Узбекская ССР                 | Литературовед        | Член ВКП(б)             | |
| Майлин, Беимбет Жармагамбетович         | 1894—1938    | Казахская ССР                 | Писатель             | Член ВКП(б)             | Редактор газеты «Қазақ әдебиеті». Автор романов «Дочь казаха», «Азамат Азаматыч». Арестован в октябре 1937 года. Расстрелян 26 февраля 1938 года в Алма–Ате. Реабилитирован в 1957-м |
| Макаров, Василий Александрович          | 1905—1938    | Челябинская область           | Поэт                 | Член ВКП(б)             | Автор поэтического сборника «Огни соревнования». Арестован в 1937 году. Расстрелян. Реабилитирован посмертно |
| Макарьев, Иван Сергеевич                | 1902—1958    | Сталинградский край           | Литературовед        | Член ВКП(б)             | Один из идеологов РАПП, в 1925-1932 годах — секретарь РАПП. Автор критических статей, книг «Пометки Горького на книгах начинающих писателей», «О художественном показе героев труда» |
| Македонов, Адриан Владимирович          | 1909—1994    | Западная область              | Литературовед        | Член ВКП(б)             | Автор статей о советских писателях. Незаконно репрессирован, сослан на Крайний Север (до 1955). Доктор геолого-минералогических наук |
| Максимов-Кошкинский, Иоаким Степанович  | 1893—1975    | Чувашская АССР                | Драматург            | Беспартийный            | Автор пьесы «Константин Иванов» (1954). Народный артист Чувашской АССР |
| Маленький (Попов) Алексей Георгиевич    | 1904—1947    | Свердловская область          | Писатель             | Беспартийный            | Автор незавершённой повести «Соседи» (1936). Арестован в 1937 году, осуждён на 10 лет. Скончался накануне освобождения |
| Маликов, Кубанычбек Иманалиевич         | 1911—1978    | Киргизская ССР                | Поэт                 | Член ВЛКСМ              | Автор пьес. Переводчик. Лауреат Государственной премии Киргизской ССР |
| Малышкин, Александр Георгиевич          | 1892—1938    | Москва                        | Писатель             | Беспартийный            | Автор романа «Люди из захолустья» (1938) |
| Муслим Марат                            | 1909—1975    | Башкирская АССР               | Поэт                 | Член ВЛКСМ              | Ответственный секретарь Союза писателей Башкирской АССР (1934—1937). В 1938 году арестован, осуждён на 10 лет. Реабилитирован в 1957-м |
| Мариджан (Алексидзе) Мария Марковна     | 1890—1977    | Грузинская ССР                | Писательница         | Беспартийная            | Автор стихов для детей и повести «Гела». Переводчица |
| Маркиш, Перец Давидович                 | 1895—1952    | Москва                        | Писатель             | Беспартийный            | Руководитель Еврейской секции Союза писателей СССР. Награждён орденом Ленина (1939). Арестован в 1949 году. Расстрелян. Реабилитирован посмертно |
| Маршак, Самуил Яковлевич                | 1887—1964    | Ленинград                     | Поэт                 | Беспартийный            | Автор повести «В начале жизни», стихотворений, пьес. Переводчик. Четырежды лауреат Сталинской премии (1942, 1946, 1949, 1951). Лауреат Ленинской премии (1963) |
| Миршакар, Мирсаид                       | 1912—1993    | Таджикская ССР                | Поэт                 | Член ВКП(б)             | Ответственный секретарь правления Союза писателей Таджикской ССР. Народный поэт Таджикистана. Лауреат Сталинской премии (1950) |
| Микитенко, Иван Кондратьевич            | 1897—1937    | Украинская ССР                | Писатель             | Член ВКП(б)             | Автор пьес «Дни юности» (1937), «Когда всходило солнце» (1937). Расстрелян в 1937 году. Реабилитирован в 1950-х |
| Милев Дмитрий Лейбович                  | 1887—1944    | Украинская ССР                | Писатель             | Член ВКП(б)             | Один из основоположников молдавской литературы. Репрессирован. Реабилитирован посмертно |
| Мицишвили, Николоз Иосифович            | 1896—1937    | Грузинская ССР                | Писатель             | Беспартийный            | Главный редактор издательства «Заря Востока». Расстрелян в 1937 году. Реабилитирован посмертно |
| Мкртчян, Арутюн Габриелович             | 1903—1992    | Армянская ССР                 | Писатель             | Член ВКП(б)             | В 1934—1937 годах — первый секретарь Союза писателей Армении, участник Великой Отечественной войны, редактор дивизионной газеты 409-й «армянской» стрелковой дивизии, после войны — литературовед, доктор филологических наук (1975), завкафедрой армянской литературы Ереванского пединститута, с 1968 года Ереванского университета. |
| Молчанов-Сибирский, Иван Иванович       | 1903—1958    | Восточная Сибирь              | Поэт                 | Член ВКП(б)             | Ответственный секретарь Иркутского отделения Союза писателей СССР. Награждён орденом Красной Звезды |
| Мординов, Николай Егорович              | 1906—1994    | Якутская АССР                 | Писатель             | Член ВЛКСМ              | Автор романа-эпопеи «Сааскы кэм». Дважды награждён орденом Трудового Красного Знамени |
| Морозов Н. А.                           |              | Средняя Волга                 |                      | Член ВЛКСМ              | |
| Муканов, Сабит Муканович                | 1900—1973    | Казахская ССР                 | Поэт                 | Член ВКП(б)             | Автор романов «Ботагөз», «Сырдария». Председатель Союза писателей Казахстана (1937—1938). Награждён двумя орденами Ленина |
| Муратов, Александр Михайлович           | 1900—1942    | Горьковский край              | Писатель             | Член ВКП(б)             | Организатор и ответственный секретарь (1934—1941) Горьковского отделения Союза писателей СССР. В июне 1942-го, будучи политруком стрелковой дивизии, пропал без вести при обороне Севастополя. |
| Мумтаз, Салман                          | 1884—1941    | Азербайджанская ССР           | Поэт                 | Беспартийный            | Литературовед. Сотрудник Института языка и литературы Азербайджанского филиала Академии наук СССР. Расстрелян. Реабилитирован в 1956-м |

### Н — С
| Фамилия, имя, отчество                | Годы жизни     | Республика, область             | Литературная секция | Партийность             | Дальнейшая судьба |
| Наджми, Кави Гибятович                | 1901—1957      | Татарская АССР                  | Писатель            | Член ВКП(б)             | Председатель правления Союза писателей Татарской АССР (1934—1937). Арестован в 1937 году, освобождён в 1940-м. Лауреат Сталинской премии (1951) |
| Назим Али                             | 1906—1941      | Азербайджанская ССР             | Литературовед       | Кандидат в члены ВКП(б) | Автор книг «Изучать классиков по-ленински» (1934), «Октябрь и наша критика» (1934) |
| Налоев Джансох Мурзабекович           | 1906—1937      | Кабардино-Балкарская АССР       | Писатель            | Член ВКП(б)             | |
| Нигер (Джанаев, Иван Васильевич)      | 1896—1947      | Северная Осетия                 | Литературовед       | Беспартийный            | Заведующий отделом истории осетинской литературы в Северо-Осетинском НИИ. Исследователь эпоса |
| Нигмати Галимджан                     | 1897—1938      | Татарская АССР                  | Литературовед       | Член ВКП(б)             | Автор книг о творчестве татарских классиков и советских писателей. Расстрелян в 1938 году. Реабилитирован посмертно |
| Никитин, Николай Николаевич           | 1895—1963      | Ленинград                       | Писатель            | Беспартийный            | Автор романа «Северная Аврора». Лауреат Сталинской премии (1950) |
| Никифоров, Георгий Константинович     | 1884—1937(39?) | Москва                          | Писатель            | Член ВКП(б)             | Автор книги «Мастера» (1937). Расстрелян. Реабилитирован посмертно |
| Никулин, Лев Вениаминович             | 1891—1967      | Москва                          | Писатель            | Беспартийный            | Автор романа «России верные сыны» (1950). Лауреат Сталинской премии |
| Ниязов Ата                            | 1906—1943      | Туркменская ССР                 | Писатель            | Член ВКП(б)             | Автор стихотворений «Гнев народа», «Советской Армии», «Красный джигит», «Сын моря», «250 дней», «Несдающаяся крепость». Погиб на фронте |
| Новиков-Прибой, Алексей Силыч         | 1877—1944      | Москва                          | Писатель            | Беспартийный            | Автор романов «Цусима» (1935), «Капитан I ранга». Лауреат Сталинской премии (1941) |
| Норин, Сергей Константинович          | 1909—1942      | Карелия                         | Писатель            | Член ВЛКСМ              | Редактор газеты «Комсомолец Карелии». Участник Великой Отечественной войны. Скончался в госпитале |
| Нуров, Рабадан                        | 1889—1942      | Дагестанская АССР               | Поэт                | Член ВКП(б)             | Автор пьес «Айшат в когтях адата» и «Разоблаченный шейх». Арестован в 1937 году. Реабилитирован посмертно |
| Нуянзин Константин Алексеевич         | 1902—1938      | Мордовская автономная область   |                     | Член ВКП(б)             | В 1933 году — заведующий отделом пропаганды и агитации Мордовского обкома ВКП(б), возглавлял Мордовский писательский оргкомитет. Затем — первый секретарь Дубенского райкома ВКП(б). «Лидер одной из корпоративных групп элиты Мордовии, готовившей отставку первого секретаря Мордовского ОК ВКП(б) М. Д. Прусакова». Расстрелян в 1938-м. |
| Н. Огнёв (Михаил Григорьевич Розанов) | 1888 - 1938    | Москва                          | Писатель            | Беспартийный            | Преподаватель Литературного института. Автор сборника рассказов (1938). Умер от болезни |
| Олеша, Юрий Карлович                  | 1899—1960      | Москва                          | Писатель            | Беспартийный            | В годы войны жил в Ашхабаде. Автор книги «Ни дня без строчки» (вышла в 1965 году, после смерти писателя) |
| Ойунский, Платон Алексеевич           | 1893—1939      | Якутская АССР                   | Писатель            | Член ВКП(б)             | Исследователь якутского эпоса. Переводчик. Репрессирован в 1938 году. Реабилитирован в 1955-м |
| Павленко, Пётр Андреевич              | 1899—1951      | Москва                          | Писатель            | Член ВКП(б)             | В годы войны — спецкор «Правды» и «Красной звезды». Четырежды лауреат Сталинской премии (1941, 1947, 1948, 1950) |
| Панфёров, Фёдор Иванович              | 1896—1960      | Москва                          | Писатель            | Член ВКП(б)             | Автор трилогии «Борьба за мир» (1947). Главный редактор журнала «Октябрь». Дважды лауреат Сталинской премии (1948, 1949) |
| Панч Петро                            | 1891—1978      | Украинская ССР                  | Писатель            | Беспартийный            | Руководящие посты в Союзе писателей Украинской ССР. Автор книги «На калиновом мосту» (1965). Награждён двумя орденами Ленина |
| Паррас, Эмиль Бертелович              | 1884—1939      | Карелия                         | Писатель            | Член ВКП(б)             | Автор книги «Valtamerien kahtapuolta» («По обе стороны океана»). Арестован в 1938 году. Скончался в лагере. Реабилитирован посмертно |
| Пастернак, Борис Леонидович           | 1890—1960      | Москва                          | Поэт                | Беспартийный            | Автор романа «Доктор Живаго» и стихотворных сборников. Лауреат Нобелевской премии по литературе (1958). Исключён из Союза писателей СССР (1958) |
| Первомайский Леонид Соломонович       | 1908—1973      | Украинская ССР                  | Писатель            | Член ВЛКСМ              | В годы войны — фронтовой корреспондент. Автор романа «Дикий мёд» (1963). Лауреат Сталинской премии (1946) |
| Петров, Евгений Петрович (Катаев)     | 1903—1942      | Москва                          | Писатель            | Член ВКП(б)             | Соавтор повести «Одноэтажная Америка» (1937). Автор неоконченной книги «Мой друг Ильф». В годы войны — фронтовой корреспондент. Погиб в 1942-м |
| Петров, Пётр Поликарпович             | 1892—1941      | Восточная Сибирь                | Писатель            | Член ВКП(б)             | Член правления Восточно-Сибирского отделения Союза писателей СССР. Репрессирован. Реабилитирован посмертно |
| Пильняк, Борис Андреевич              | 1894—1938      | Москва                          | Писатель            | Беспартийный            | Автор книг «Созревание плодов», «Мясо». Расстрелян в 1938 году. Реабилитирован посмертно |
| Пинхасик Л. С.                        | 1903—1938      | Узбекская ССР                   |                     | Член ВКП(б)             | |
| Плоткин, Лев Абрамович                | 1906—1978      | Центрально-Чернозёмная область  | Литературовед       | Член ВКП(б)             | Автор книг о творчестве Чехова, Горького, Куприна |
| Погодин, Николай Фёдорович            | 1900—1962      | Москва                          | Драматург           | Беспартийный            | Автор пьесы «Кремлёвские куранты», киносценариев. Дважды лауреат Сталинской премии (1941, 1951). Лауреат Ленинской премии (1959) |
| Попов, Николай Дмитриевич             |                | Северный край                   |                     | Член ВКП(б)             | Публицист и критик, рецензии подписывал псевдонимом «Ю. Николич». Руководитель писательской организации Северного края, редактор архангельского журнала «Звезда Севера», завотделом литературы и искусства газеты «Правда Севера». В 1937 году был назначен с понижением в Вологду, арестован, умер в лагере                                |
| Пришвин, Михаил Михайлович            | 1873—1954      | Москва                          | Писатель            | Беспартийный            | Автор повести «Кладовая солнца», рассказов и очерков о природе |
| Пысин Н. И.                           |                | Дальневосточный край            |                     | Член ВКП(б)             | |
| Рабин, Иосиф Израилевич               | 1900—1987      |                                 | Писатель            | Беспартийный            | Арестован в 1937 году. В лагерях находился в течение шести лет. Автор повестей и романов |
| Рогов Р. С.                           |                | Чечено-Ингушская область        |                     | Беспартийный            | |
| Романовская, Елена Людвиковна         | 1908—1980      | Белорусская ССР                 | Писатель            | Член ВЛКСМ              | Минская учительница. Писала на польском языке. Автор повестей «С весною в состязании» (1933) и «Пахнет земля» (1934), пьесы для детей «В борьбе за Советы» (1934). |
| Ромашов, Борис Сергеевич              | 1895—1958      | Москва                          | Драматург           | Беспартийный            | Автор пьес и статей о театре. Лауреат Сталинской премии (1948) |
| Ручьёв, Борис Александрович           | 1913—1973      | Свердловская область            | Поэт                | Член ВЛКСМ              | Арестован в 1937 году, провёл в лагерях 10 лет. Автор поэм и стихотворений. Лауреат Государственной премии имени Горького (1967) |
| Рыленков, Николай Иванович            | 1909—1969      | Западная область                | Поэт                | Член ВЛКСМ              | Автор книг «Берёзовый перелесок» (1940), «Синее вино» (1943), «Книга полей» (1950). Награждён орденом Ленина |
| Рыльский, Максим Фаддеевич            | 1895—1964      | Украинская ССР                  | Поэт                | Беспартийный            | Автор книг «Літо» (1936), «Україна», «Збір винограду» (1940). Дважды лауреат Сталинской премии (1943, 1950). Лауреат Ленинской премии (1960) |
| Савватеев Александр Петрович          |                | Средняя Волга                   |                     | Беспартийный            | Куйбышевский (Самарский) писатель. Ответственный секретарь газеты «Волжский комсомолец». Автор повестей «Горячие дни. Записки о политотделе» (1934), «Голубые корабли» (1938), автобиографической повести «Рассказы о прошлом» (1940), роман «Огни на вышках» остался неоконченным, «Избранное» вышло в 1956 году.                          |
| Саидов, Зия                           | 1901—1938      | Узбекская ССР                   | Драматург           | Беспартийный            | Автор пьесы «История заговорила». Расстрелян в 1938 году. |
| Сайфи Фатих Камалетдинович            | 1888—1937      | Татарская АССР                  | Писатель            | Член ВКП(б)             | Автор романа «Зубаржат» (1936). В 1937 году репрессирован. Реабилитирован посмертно |
| Сакварелидзе, Павел Михайлович        | 1885—1937      | Грузинская ССР                  | Писатель            | Член ВКП(б)             | Автор статей и романов «На поднятых парусах» (1935), «Рассеянные листы» (1935). В 1937 году расстрелян. Реабилитирован посмертно. |
| Санников, Григорий Александрович      | 1899—1969      | Москва                          | Поэт                | Член ВКП(б)             | Редактор журналов «Новый мир», «Октябрь». Награждён орденом Красной Звезды |
| Сафаров Назир                         | 1905—1985      | Узбекская ССР                   | Драматург           | Член ВКП(б)             | В 1932—1935 годах — секретарь Союза писателей Узбекской ССР. Автор сценариев и пьес «Пробуждение» («Уй ғониш»), «Заря Востока» («Шарқ тонги»). Народный писатель Узбекистана (1975) |
| Саянов, Виссарион Михайлович          | 1903—1959      | Ленинград                       | Писатель            | Беспартийный            | В годы войны — фронтовой корреспондент. Член президиума Союза писателей СССР (с 1954). Лауреат Сталинской премии (1949) |
| Светлов, Михаил Аркадьевич            | 1903—1964      | Москва                          | Поэт                | Беспартийный            | Автор стихотворения «Гренада», поэтических сборников и пьес. Лауреат Ленинской премии (1967 — посмертно) |
| Свирин Николай Григорьевич            | 1900—1938      | Ленинград                       | Писатель            | Член ВКП(б)             | Автор статей о русской литературе. Репрессирован в 1938 году. Реабилитирован посмертно |
| Сейфуллин, Сакен                      | 1894—1938      | Казахская ССР                   | Писатель            | Член ВКП(б)             | Профессор Казахского коммунистического института журналистики (с 1934). 26 февраля 1938 года был расстрелян в Алма–Ате. Реабилитирован посмертно в 1957 году |
| Сейфуллина, Лидия Николаевна          | 1889—1954      | Москва                          | Писательница        | Беспартийная            | Автор пьесы «Виринея», повести «На своей земле» (1946) |
| Сельвинский, Илья Львович             | 1899—1968      | Москва                          | Поэт                | Беспартийный            | Участник Великой Отечественной войны. Автор стихотворных сборников и пьес. Награждён орденом Трудового Красного Знамени (1939) |
| Семёнов Сергей Александрович          | 1893—1942      | Ленинград                       | Писатель            | Член ВКП(б)             | Автор романа «Наталья Тарпова». Участник арктических экспедиций. Скончался в госпитале |
| Семено́вский Дмитрий Николаевич        | 1894—1960      | Ивановская Промышленная область | Поэт                | Беспартийный            | Автор книги воспоминаний «А. М. Горький. Письма и встречи» (1938) и поэтических сборников |
| Серафимович, Александр Серафимович    | 1863—1949      | Москва                          | Писатель            | Член ВКП(б)             | В годы войны — автор фронтовых очерков. Лауреат Сталинской премии (1943) |
| Сергеев-Ценский, Сергей Николаевич    | 1875—1958      | Москва                          | Писатель            | Беспартийный            | Автор романа «Севастопольская страда» (1939) и цикла «Преображение России» (1958). Лауреат Сталинской премии (1941) |
| Тер-Симонян, Драстамат Асканазович    | 1895—1938      | Армянская ССР                   |                     | Член ВКП(б)             | |
| Славин, Лев Исаевич                   | 1896—1984      | Москва                          | Драматург           | ВКП(б)                  | Автор сценария к фильмам «Возвращение Максима» (1937), «Два бойца» (1943) и «Интервенция» (1967) |
| Слонимский, Михаил Леонидович         | 1897—1972      | Москва                          | Писатель            | Беспартийный            | Автор книг «Инженеры» (1950), «Друзья» (1954) и «Ровесники века» (1959) |
| Соболев, Леонид Сергеевич             | 1898—1971      | Ленинград                       | Писатель            | Беспартийный            | Председатель правления Союза писателей РСФСР. Лауреат Сталинской премии (1943) |
| Ставский, Владимир Петрович           | 1900—1943      | Москва                          | Писатель            | Член ВКП(б)             | Генеральный секретарь Союза писателей СССР (1936—1941). Фронтовой корреспондент. Погиб на войне |
| Стальский Илларион Николаевич         | 1901—1978      | Азово-Черноморский край         | Драматург           | Член ВКП(б)             | Наст. фамилия Малыгин. В 1919-1931 годах — электромонтёр на таганрогских заводах. Рабкор. В 1928 году заявил о себе пьесой «Чёрный дым» о реконструкции завода. В дальнейшем возглавлял Ростовское отделение Союза писателей |
| Субоцкий Лев Матвеевич                | 1900—1959      | Москва                          | Литературовед       | Член ВКП(б)             | Секретарь оргкомитета Союза писателей СССР (до 1935). В годы войны — зам. военного прокурора фронта. Автор статей о советской литературе |
| Сулейман Рустам                       | 1906—1989      | Азербайджанская ССР             | Поэт                | Член ВЛКСМ              | Редактор газеты «Эдебийет газети». Лауреат Сталинской премии (1950). Народный поэт Азербайджана |
| Сурков, Алексей Александрович         | 1899—1983      | Москва                          | Поэт                | Член ВКП(б)             | В годы войны — фронтовой корреспондент. Главный редактор Краткой литературной энциклопедии. Дважды лауреат Сталинской премии (1946, 1951) |
| Сяо Эми                               | 1896—1983      | Дальневосточный край            | Поэт                | Член компартии Китая    | Автор китайского текста гимна «Интернационал», стихов и рассказов |

### Т — Я
| Фамилия, имя, отчество                | Годы жизни     | Республика, область             | Литературная секция | Партийность             | Дальнейшая судьба |
| Табидзе, Тициан Юстинович             | 1895—1937      | Грузинская ССР                  | Поэт                | Беспартийный            | Автор стихотворных сборников. Расстрелян в 1937 году. Реабилитирован посмертно |
| Тагиров, Афзал Мухитдинович           | 1890—1938      | Башкирская АССР                 | Писатель            | Член ВКП(б)             | Председатель Союза писателей Башкирии. Репрессирован в 1938 году. Реабилитирован посмертно |
| Талаквадзе, Севастий Герасимович      | 1888—1937      | Грузинская ССР                  |                     | Член ВКП(б)             | Член партии с 1904 года, активный рекволюционер. Писатель, автор романов «В девятьсот пятом» и «Переход». Директор Книжной палаты Грузии до 1936 года. В 1937 году арестован как член тбилисского троцкистского центра, в том же году расстрелян. |
| Тардов, Михаил Семёнович              | 1892—1948      | Украинская ССР                  | Писатель            | Беспартийный            | В годы войны — фронтовой корреспондент. Автор киносценариев, стихов и прозы |
| Тачназаров Ораз                       | 1901(02?)—1942 | Туркменская ССР                 | Поэт                | Член ВКП(б)             | Автор статей о туркменской литературе. Репрессирован. Реабилитирован посмертно |
| Таяш-Гебдрахма                        |                | Челябинская область             |                     |                         | |
| Тинчурин, Карим Галиевич              | 1887—1938      | Татарская АССР                  | Драматург           | Беспартийный            | Автор пьес «Казанское полотенце», «Угасшие звезды», «Голубая шаль». Расстрелян в 1938 году. Реабилитирован в 1955-м |
| Терещенко, Николай Иванович           | 1898—1966      | Украинская ССР                  | Поэт                | Беспартийный            | Автор произведений о войне. Переводчик |
| Тихонов, Николай Семёнович            | 1896—1979      | Ленинград                       | Поэт                | Беспартийный            | Председатель правления Союза писателей СССР (1944—1946). Трижды лауреат Сталинской премии (1942, 1949, 1952). Лауреат Ленинской премии (1970) |
| Токомбаев, Аалы                       | 1904—1988      | Киргизская ССР                  | Писатель            | Член ВКП(б)             | Автор книг «Восход солнца», «Ашырбай». Герой Социалистического Труда (1974) |
| Толстой, Алексей Николаевич           | 1883—1945      | Ленинград                       | Писатель            | Беспартийный            | Председатель Союза писателей СССР (1936—1938). Депутат Верховного Совета СССР. Трижды лауреат Сталинской премии (1941, 1943, 1946) |
| Торошелидзе, Малакия Георгиевич       | 1880—1938      | Грузинская ССР                  | Писатель            | Член ВКП(б)             | По мнению ряда исследователей, является настоящим автором книги «К вопросу об истории большевистских организаций в Закавказье» (1935). Арестован 10 сентября 1936 года как троцкист; 7 сентября 1937 года расстрелян. Верховным судом Грузии реабилитирован 10 марта 1956 года. |
| Тренёв, Константин Андреевич          | 1875—1945      | Москва                          | Драматург           | Беспартийный            | Автор пьес «Анна Лучилина» и др. Лауреат Сталинской премии (1941) |
| Третьяков Сергей Михайлович           | 1892—1937      | Москва                          | Драматург           | Беспартийный            | Автор сценариев, стихов и статей. Расстрелян в 1937 году. Реабилитирован посмертно |
| Тринич Ахмед                          | 1896—1937      | Азербайджанская ССР             | Журналист           | Беспартийный            | Редактор газет и издательства. Арестован в 1936-м, через год умер в тюрьме. Реабилитирован посмертно |
| Трубина, Марфа Дмитриевна             | 1888—1956)     | Чувашская АССР                  | Писательница        | Беспартийная            | Автор стихов и повестей. Награждена орденом Ленина |
| Туйгун                                | 1909—1981      | Таджикская ССР                  | Поэт                | Член ВЛКСМ              | Узбекский поэт, драматург. Один из первых драматургов Узбекистана. |
| Тулумбай Гумер                        | 1900—1939      | Татарская АССР                  | Литературовед       | Член ВКП(б)             | Преподаватель Казанского педагогического института. Репрессирован. Реабилитирован посмертно |
| Турусбеков, Джусуп                    | 1910—1944      | Киргизская ССР                  | Писатель            | Член ВКП(б)             | Автор пьес и стихов. Переводчик. Редактор молодежной газеты «Ленинчил Жаш», редактором Киргосиздата. Награждён орденом «Знак Почёта». Погиб на фронте |
| Тынянов, Юрий Николаевич              | 1894—1943      | Ленинград                       | Писатель            | Беспартийный            | Автор романа «Пушкин» (1936). Переводчик. Один из создателей книжной серии «Библиотека поэта» |
| Улуг-Зода, Сатым                      | 1911—1997      | Таджикская ССР                  | Писатель            | Член ВЛКСМ              | Автор сценария к фильму «Судьба поэта», романа «Восе». Переводчик. Участник Великой Отечественной войны |
| Урманов, Кондратий Никифорович        | 1894—1976      | Западная Сибирь                 | Писатель            | Беспартийный            | Постоянный автор журнала «Сибирские огни», автор рассказов о Гражданской войне в Сибири |
| Усенко, Павел Матвеевич               | 1902—1975      | Украинская ССР                  | Поэт                | Член ВКП(б)             | Автор книг «Из тетрадей жизни» (1959), «Вёсен невянущий цвет» (1960). Награждён орденом Ленина |
| Фадеев, Александр Александрович       | 1901—1956      | Москва                          | Писатель            | Член ВКП(б)             | Автор романа «Молодая гвардия». Председатель, секретарь правления Союза писателей СССР (1934—1956). Лауреат Сталинской премии (1946). Застрелился в 1956-м |
| Фазылов, Избасар                      | 1908— 1961     | Каракалпакская АССР             | Поэт                | Кандидат в члены ВКП(б) | Репрессирован в 1937. 10 лет заключения и 5 лет поражения в правах.Реабилитирован во второй половине 1950-х годов. |
| Файко, Алексей Михайлович             | 1893—1978      | Москва                          | Драматург           | Беспартийный            | Автор сценария к фильму «Сердца четырёх», пьес, либретто. Награждён орденом «Знак Почёта» (1939) |
| Фарниев Константин Солтиевич          | 1908—1937      | Северная Осетия                 | Поэт                | Член ВКП(б)             | Редактор детского журнала «Красный цветок» («Сырх дидинӕг»). Репрессирован в 1937 году. Реабилитирован посмертно |
| Федин, Константин Александрович       | 1892—1977      | Ленинград                       | Писатель            | Беспартийный            | Первый секретарь, председатель правления Союза писателей СССР (1959—1977). Автор книги «Писатель, искусство, время». Лауреат Сталинской премии (1949) |
| Фефер, Ицик                           | 1900—1952      | Украинская ССР                  | Поэт                | Член ВКП(б)             | Член правления Союза писателей СССР. В 1948 году арестован по делу Еврейского антифашистского комитета. Расстрелян в 1952 году |
| Форш, Ольга Дмитриевна                | 1873—1961      | Ленинград                       | Писательница        | Беспартийная            | Автор романа «Первенцы свободы» (1953) и других произведений. Награждена тремя орденами |
| Халдарова Сабира Халдаровна           | 1907—?         | Узбекская ССР                   | Журналист           | Член ВКП(б)             | Одна из первых узбекских журналисток, одна из первых комсомолок Туркестана: активистка движения «Худжум» — напечатала серию очерков и статей на тему раскрепощения женщин. Член ВКП(б) с 1927 года. В 1929 году окончила ГИЖ, работала зам. редактора областной газеты «Шарк Хакикаты», затем редактором газеты «Камбагал дехкан». С 1930 года — зав. женсектором, член ЦК КП Узбекистана, участник XVI съезда ВКП(б) с правом совещательного голоса. Партработник. На 1961 год — персональный пенсионер |
| Харик Изи                             | 1898—1937      | Белорусская ССР                 | Поэт                | Член ВКП(б)             | Член президиумов Союза писателей СССР и Союза писателей Белоруссии. Расстрелян. Реабилитирован посмертно |
| Харитонов Николай Иванович            | 1904—1937      | Свердловская область            | Журналист           | Член ВКП(б)             | Первый секретарь Свердловского отделения Союза писателей СССР. Репрессирован в 1937 году. Реабилитирован посмертно |
| Хашимов Рахим Мамедович (Хашим Рахим) | 1908-?         | Таджикская ССР                  |                     |                         | Литературовед, переводчик, заслуженный деятель наук . |
| Хвыля Андрей                          |                | Украинская ССР                  |                     | Член ВКП(б)             | |
| Цыбин М. А.                           |                | Сталинградский край             |                     | Член ВКП(б)             | |
| Чанба, Самсон Яковлевич               | 1886—1937      | Грузинская ССР                  | Писатель            | Член ВКП(б)             | Автор повести «Сейдык». Расстрелян в 1937 году. Реабилитирован посмертно |
| Чапыгин, Алексей Павлович             | 1870—1937      | Ленинград                       | Писатель            | Беспартийный            | Автор романа «Гулящие люди», повестей, пьес |
| Чаренц Егише                          | 1897—1937      | Армянская ССР                   | Поэт                | Беспартийный            | Автор романа «Страна Наири». Переводчик. Репрессирован в 1937 году. Реабилитирован посмертно |
| Чарот Михась                          | 1896—1938      | Белорусская ССР                 | Поэт                | Член ВКП(б)             | Автор поэм и стихотворений. Расстрелян в 1937 году. Реабилитирован посмертно |
| Чарыев, Ходжанепес                    | 1906—1940      | Туркменская ССР                 | Поэт                | Член ВКП(б)             | Драматург и поэт. Председатель Союза писателей Туркменской ССР, редактор журнала «Туркменская советская литература». |
| Черненко, Александр Иванович          | 1897—1956      | Ленинград                       | Журналист           | Беспартийный            | Автор повестей «Расстрелянные годы» (1930) и «Моряна» (1934). Участник Великой Отечественной войны, на фронте вступил в ВКП(б). В 1955 году основал ленинградский журнал «Нева». |
| Чиковани, Симон Иванович              | 1903—1966      | Грузинская ССР                  | Поэт                | Член ВКП(б)             | Главный редактор журнала «Мнатоби» (1954—1960). Лауреат Сталинской премии (1947) |
| Чисталёв, Вениамин Тимофеевич         | 1890—1939      | Коми-область                    | Писатель            | Беспартийный            | Делегат съезда писателей Севера (1936). Арестован в 1937 году, скончался в тюремной больнице |
| Чубар Егия Гаспарович                 | 1897—1938      | Армянская ССР                   | Журналист           | Член ВКП(б)             | Pедактор газеты «Советакан Айастан». Расстрелян в 1938-м. Реабилитирован посмертно. |
| Чуковский, Корней Иванович            | 1882—1969      | Ленинград                       | Писатель            | Беспартийный            | Автор книг «Живой как жизнь» (1962), «Мастерство Некрасова» (1952), мемуаров, литературоведческих исследований. Переводчик. Лауреат Ленинской премии (1962) |
| Чумандрин, Михаил Фёдорович           | 1905—1940      | Ленинград                       | Писатель            | ВКП(б)                  | Заведующий литчастью в Большом драматическом театре (1936—1937). Погиб на советско-финской войне |
| Чхиквадзе, Пантелеймон Мелитонович    | 1903—1940      | Грузинская ССР                  | Писатель            | Член ВКП(б)             | В прошлом грузчик, подпольщик-комсомолец, рабкор. Произведения Чхиквадзе переведены на русский, украинский, армянский и другие языки. В русском переводе: «К зажиточной жизни», «Бутхузи», «Этажи», сборники рассказов. |
| Шабанов Иван Иванович                 | 1903—1943      | Дальневосточный край            | Писатель            | Член ВКП(б)             | Писатель, в 1933-1935 годах — член редколлегии журнала «На рубеже», в 1935-1937 годах — ответственный секретарь Дальневосточного правления Союза советских писателей. В апреле 1937 года исключен из Союза писателей СССР как враг-тоцкист. Арестован в 1938 году, погиб в ИТЛ в 1943 году |
| Шагинян, Мариэтта Сергеевна           | 1888—1982      | Москва                          | Писательница        | Беспартийная            | Член правления Союза писателей СССР. Автор книги «Лениниана» (1937—1968). Лауреат Сталинской (1951) и Ленинской (1972) премий |
| Шамс Хусейн (Шамсуддинов Хусайн).     | 1903—1943      | Узбекская ССР                   | Писатель            | Беспартийный            | |
| Шамурадова Язгуль                     | 1918—1978      | Туркменская ССР                 |                     | Член ВЛКСМ              | Ассистент режиссёра в фильмах «Как закалялась сталь» (1942), «Радуга» (1944) |
| Шаншиашвили, Сандро Ильич             | 1888—1979      | Грузинская ССР                  | Писатель            | Беспартийный            | Автор пьес «Арсен», «Герои Крцаниси», «Имеретинские ночи». Лауреат Сталинской премии (1949) |
| Швер Александр Владимирович           | 1898—1938      | Центрально-Чернозёмная область  | Писатель            | Член ВКП(б)             | Редактор газет «Коммуна» (до 1935), «Сталинградская правда» (1935—1936), «Тихоокеанская звезда» (1937). Репрессирован в 1938 году |
| Эшреф Шемьи-заде                      | 1908—1978      | Крым                            | Поэт                | Член ВЛКСМ              | Автор книги «Жизнь и творчество» (1974), поэтических сборников и литературно-критических статей |
| Шенгелая, Дёмна Константинович        | 1896—1980      | Грузинская ССР                  | Писатель            | Член ВКП(б)             | Автор романов «Заря» (1940), «Алый цветок», повести «Клад» (1958). Награждён орденом Дружбы народов |
| Щербина И. Р.                         |                | Украинская ССР                  |                     |                         | |
| Шестериков, Михаил Васильевич         | 1906—1974      | Горьковский край                | Поэт                | Член ВКП(б)             | Участник Великой Отечественной войны. Автор стихотворных сборников. Публицист |
| Ширабон Санжи-Жаб Ширабович           | 1906—1938      | Бурято-Монголия                 | Журналист           | Член ВКП(б)             | Ответственный секретарь регионального отделения Союза писателей СССР. Репрессирован в 1938 году. Реабилитирован посмертно |
| Ширванзаде, Александр Минасович       | 1858—1935      | Армянская ССР                   | Писатель            | Беспартийный            | Автор сценария к фильму «Последний фонтан» (1934) и мемуаров |
| Шишков, Вячеслав Яковлевич            | 1873—1945      | Ленинград                       | Писатель            | Беспартийный            | Автор неоконченной эпопеи «Емельян Пугачёв». Лауреат Сталинской премии (1946) |
| Шолохов-Синявский, Георгий Филиппович | 1901—1967      | Азово-Черноморский край         | Писатель            | Беспартийный            | Участник Великой Отечественной войны. Автор трилогии «Горький мёд» (1964) |
| Шолохов, Михаил Александрович         | 1905—1984      | Москва                          | Писатель            | Член ВКП(б)             | В годы войны — корреспондент газеты «Правда». Лауреат Нобелевской премии по литературе (1965). Дважды Герой Социалистического Труда (1967, 1980) |
| Шошин, Михаил Дмитриевич              | 1902—1975      | Ивановская Промышленная область | Писатель            | Беспартийный            | Автор произведений о жизни сельских тружеников и фабричной молодёжи |
| Шухов, Иван Петрович                  | 1906—1977      | Москва                          | Писатель            | Беспартийный            | Редактор журнала «Простор». Автор книг «Облик дня», «Покорители целины» |
| Щупак Самуил Борисович                | 1895—1937      | Украинская ССР                  | Литературовед       | Член ВКП(б)             | Научный редактор журнала. Расстрелян в 1937 году. Реабилитирован в 1956 |
| Эйдеман, Роберт Петрович              | 1895—1937      | Москва                          |                     | Член ВКП(б)             | Ответственный редактор журнала «Война и революция» (до 1936). Председатель Латвийской организации пролетарских писателей. Расстрелян |
| Эренбург, Илья Григорьевич            | 1891—1967      | Москва                          | Писатель            | Член ВКП(б)             | Автор повести «Оттепель» (1954) и мемуаров «Люди, годы, жизнь». Дважды лауреат Сталинской премии (1942, 1948) |
| Эули, Сандро                          | 1890—1965      | Грузинская ССР                  | Поэт                | Член ВКП(б)             | Автор стихотворных сборников. Переводчик |
| Юдин, Павел Фёдорович                 | 1899—1968      | Москва                          | Журналист           | Член ВКП(б)             | Главный редактор журнала «Литературный критик» (до 1937). Участвовал в создании коллективного труда «История философии». Лауреат Сталинской премии (1943) |
| Юлтыев Даут                           | 1893—1938      | Башкирская АССР                 | Писатель            | Член ВКП(б)             | Редактор республиканского журнала «Октябрь». Репрессирован в 1938 году. Реабилитирован посмертно |
| Яковлев, Полиен Николаевич            | 1883—1942      | Азово-Черноморский край         | Писатель            | Член ВКП(б)             | Автор повести «Первый ученик» (1934). Казнён гестаповцами в годы войны |
| Ясенский Бруно                        | 1901—1938(41?) | Москва                          | Писатель            | Член ВКП(б)             | Член правления Союза писателей СССР. Один из авторов книги «Канал имени Сталина» (1934). Расстрелян. Реабилитирован посмертно |
| Яшвили, Паоло Джибраэлович            | 1895—1937      | Грузинская ССР                  | Поэт                | Беспартийный            | Член Закавказского ЦИК. Покончил жизнь самоубийством во время «большой чистки» |